# Mul (vis)
De mul (Mullus surmuletus), ook wel rode mul genaamd, is een soort uit de familie van de zeebarbelen die voorkomt in het oosten van de Atlantische Oceaan, de Middellandse Zee en de Zwarte Zee.

## Beschrijving
De mul is een vis van gemiddeld 25 cm, maar kan een lengte van meer dan 40 cm en een gewicht van maximaal 1 kg bereiken (Nederlands hengelrecord 43,2 cm). De vis is roze rood op de kop en het lijf. Dode vissen verkleuren en worden oranje (zie afbeelding). De ogen staan opvallend hoog in de kop, het voorhoofd loopt steil af. Er zijn twee baarddraden. De vis heeft twee rugvinnen met zeven of acht stekels op de eerste rugvin en een stekel en zeven of acht vinstralen in de tweede rugvin, de aarsvin heeft twee stekels en zes of zeven vinstralen. Kenmerkend is een bruinrode lengtestreep die loopt van het oog naar staart en daaronder drie gele lengtestrepen.

## Leefwijze en voorkomen
De mul komt voor op zeebodems die minder dan 100 m onder het wateroppervlak liggen, zowel op stenige bodem als zand en modder, meestal tussen de 5 en 60 m diep. De vis voedt zich met bodemorganismen zoals garnalen, amphipoden, borstelwormen, weekdieren en op de bodem levende kleine visjes, die met behulp van de gevoelige baarddraden kunnen worden opgespoord.
De vis komt ook voor in de Noordzee en Het Kanaal en werd in de vorige eeuw vooral in de zomer, sporadisch gevangen langs de kusten van de Lage Landen. Na de eeuwwisseling en zeker rond 2020 is de mul minder schaars en ook in de winter aanwezig.

## Relatie tot de mens
De mul is belangrijk voor de beroepsvisserij, want het is een smakelijke vis die vaak vers verkocht wordt en op diverse manieren kan worden bereid. Ook is de mul populair bij zeehengelaars.

## Bijnamen
Er bestaat een zeker aantal volksnamen voor de mul zoals: koning van de poon, koning van de haring (ten onrechte wordt deze bijnaam ook gekoppeld aan de riemvis), keuninkje, zeekoning, barbeel (ook de naam van een zoetwatervis), zeebarbeel, gestreepte zeebarbeel en barbereintje.